# Trichophyton mentagrophytes
Il Trichophyton mentagrophytes (C.P. Robin) Sabour., 1895 è una specie di fungo ascomicete parassita  degli animali e dell'uomo appartenente alla famiglia delle Arthrodermataceae.
È l'agente eziologico del kerion celsi.
È ospite abituale di animali (cavalli, cani, bovini, ecc), ma può infettare anche uomini che, per la loro professione, siano in contatto frequente con animali infetti.

## Tassonomia

### Sinonimi e binomi obsoleti
- Chlamydoaleurosporia granulosa (Sabour.) Grigoraki, Annls Sci. Nat., Bot., sér. 10 7: 412 (1925)
- Chlamydoaleurosporia lacticolor (Sabour.) Grigoraki, Annls Sci. Nat., Bot., sér. 10 7: 412 (1925)
- Closteroaleurosporia persicolor (Sabour.) Grigoraki, Annls Sci. Nat., Bot., sér. 10 7: 412 (1925)
- Closteroaleurosporia quinckeana (Zopf) Grigoraki, Annls Sci. Nat., Bot., sér. 10 7: 412 (1925)